# Bassano in Teverina
Bassano in Teverina là một đô thị ở tỉnh Viterbo trong vùng Latium của Ý, có cự ly khoảng 60 km về phía bắc của Roma và khoảng 20 km về phía đông bắc của Viterbo. Tại thời điểm ngày 31 tháng 12 năm 2004, đô thị này có dân số 1.209 người và diện tích là 12,1 km².
Bassano in Teverina giáp các đô thị: Attigliano, Bomarzo, Giove, Orte, Soriano nel Cimino, Vasanello.